# Antoni Soldevilla Castellsagué
Antoni Soldevilla Castellsagué, més conegut com a Toni Soldevilla, (L'Hospitalet de Llobregat, 19 de desembre, 1978) és un exfutbolista català que jugava com a defensa.
Començà a les categories inferiors del RCD Espanyol, i més tard passà al primer equip on jugà 116 partits de lliga i marcà 3 gols. Fou capità de l'equip. L'any 2004 estigué sis mesos de baixa per malaltia i l'any 2005 deixà el club per motius personals.
La temporada 2005/2006 marxà al Parma FC italià on no va arribar a debutar i al mercat d'hivern fitxà pel Polideportivo Ejido on només jugà 7 partits. Va estar a prova a l'Ipswich Town però finalment marxà el 2006/2007 a Xipre a l'Apollon Limassol. El 2007 fitxà pel FC Amkar Perm rus, essent el primer jugador català en jugar a la lliga d'aquest país.

## Clubs
| Club                    | País           | Any       |
| ----------------------- | -------------- | --------- |
| RCD Espanyol B          | Espanya        | 1994-1999 |
| RCD Espanyol            | Espanya        | 1997-2005 |
| Polideportivo Ejido     | Espanya        | 2006      |
| Apollon Limassol        | Xipre          | 2006-2007 |
| FC Amkar Perm           | Rússia         | 2007-2008 |
| UD Marbella             | Espanya (2a B) | 2009-2010 |
| Caravaca Club de Fútbol | Espanya (2a B) | 2010-...  |